# Toyota 86
Toyota 86 (з 2021 року Toyota GR86)— спортивний автомобіль розроблений спільно японськими виробниками автомобілів Toyota і Subaru. Він має кузов типу купе 2+2 місця, задній привід, переднє розташування двигуна. 

## Концепт-кари

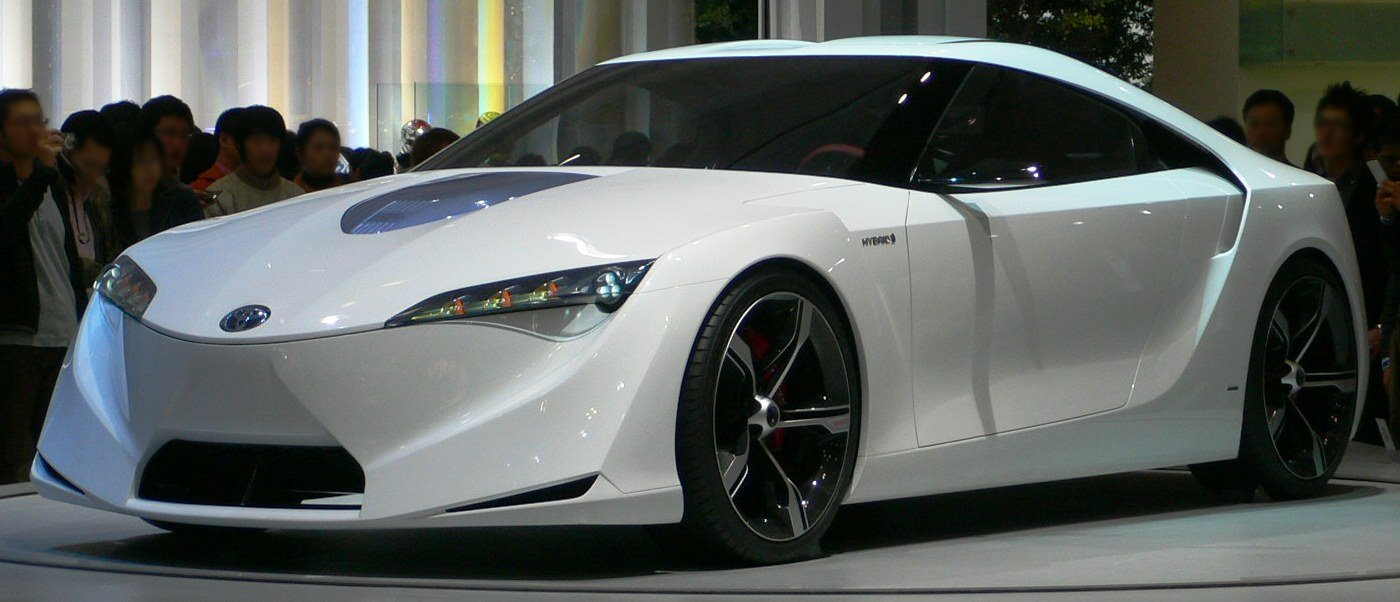
Toyota FT-HS (2007)

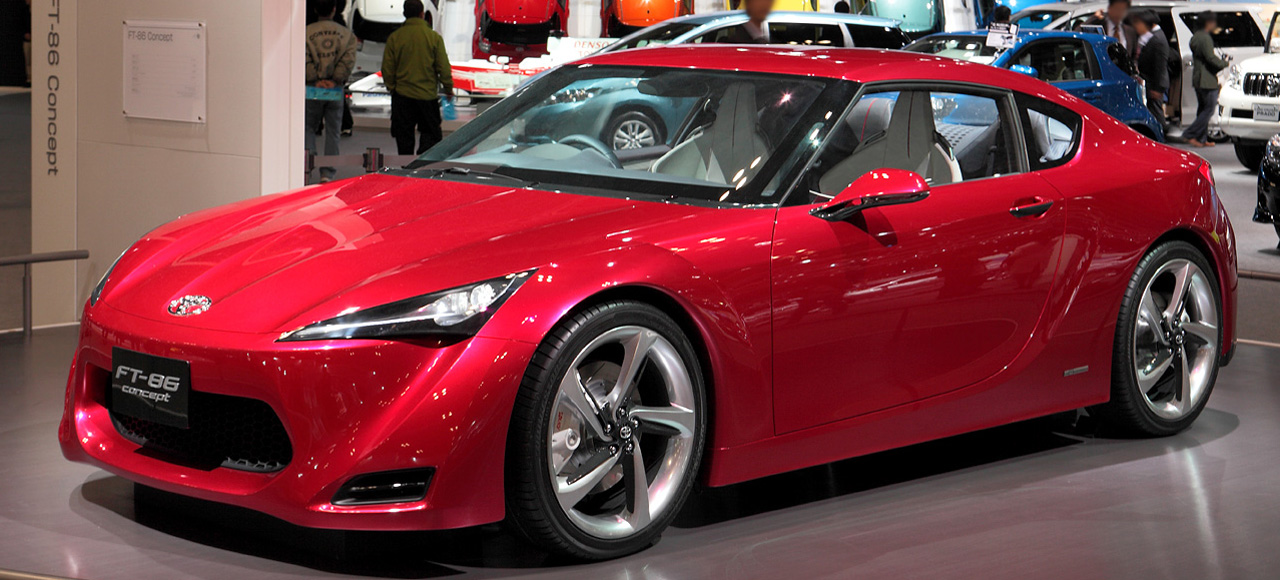
Toyota FT-86 (2009)

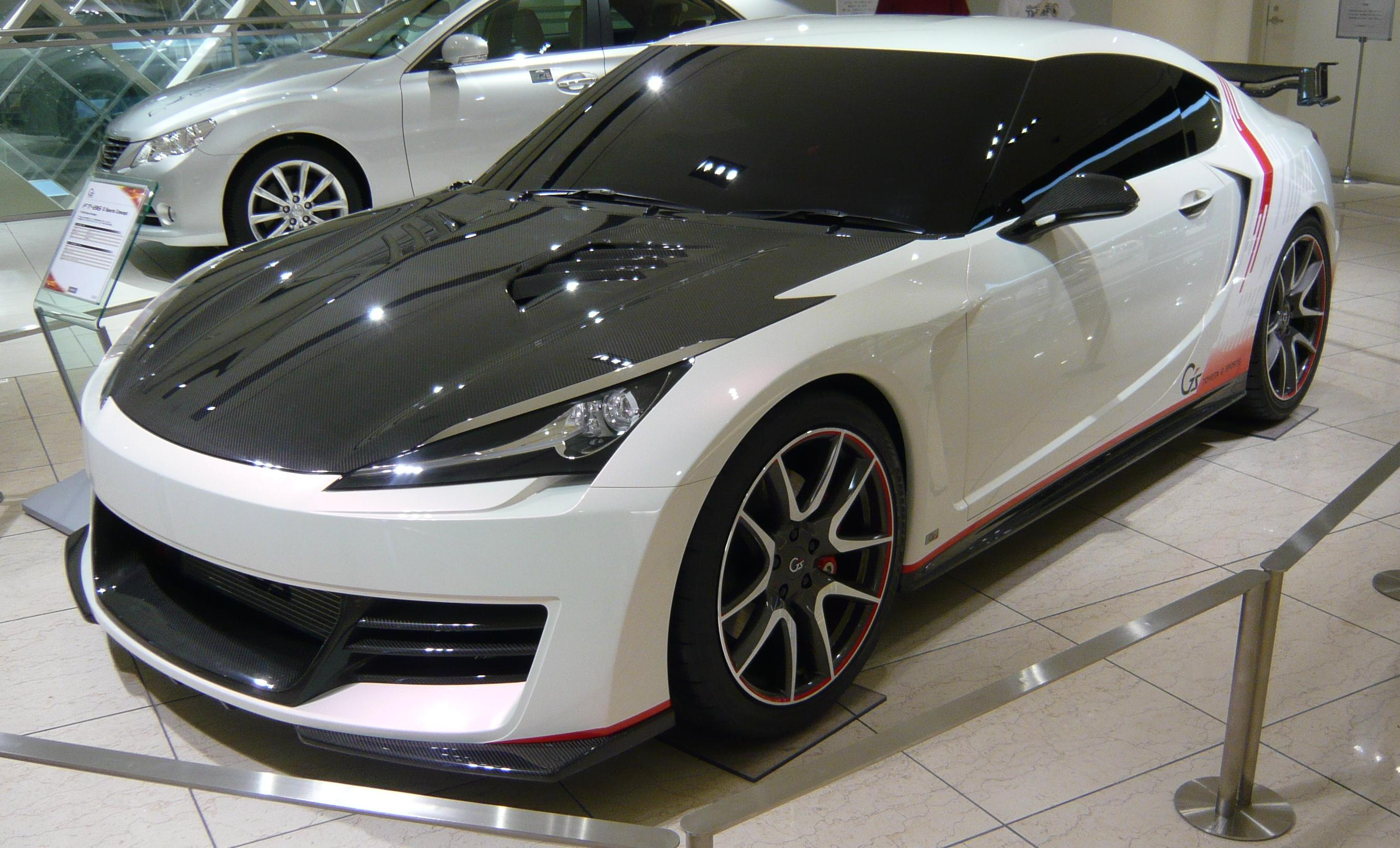
Toyota FT-86 G Sports (2010)

Початкові компонування та елементи дизайну для 86 були представлені Toyota з використанням номенклатури концептуальних автомобілів «FT» (Future Toyota). Першим був Toyota FT-HS , який був представлений на Північноамериканському міжнародному автосалоні в 2007 році. Він мав двигун спереду, задній привід і розташування сидінь 2+2, а також був оснащений двигуном V6 з гібридним електроприводом. У 2008 році Toyota придбала 16,5% Fuji Heavy Industries, яка включає автомобільний бренд Subaru.  Toyota під керівництвом керівника проекту Тецуя Тада запросила Subaru до партнерства в проекті, спільно розробляючи новий опозитний двигун D-4S.  Пропозиція, яка суперечила репутації Subaru щодо високопродуктивних повнопривідних (AWD) автомобілів, була відхилена. Проект був зупинений на півроку, перш ніж Toyota запросила журналістів та інженерів Subaru для тестування прототипу. Після тесту Subaru погодилася продовжити участь у розробці. 
Завдяки співпраці було створено концепт-кар FT-86 Concept , який дебютував на Токійському автосалоні в жовтні 2009 року. Менший за FT-HS, дизайн FT-86 був додатково вдосконалений дизайнерською студією Toyota ED 2 , тоді як гібридна силова установка з двигуном V6 була замінена новим двигуном D-4S boxer. Subaru надала шасі, модифікувавши його від своєї Impreza.  Класичні спортивні автомобілі Toyota, такі як AE86, Celica та Supra, були використані як джерело натхнення для концепції. 
На Токійському автосалоні 2010 року Toyota запустила свою лінійку аксесуарів G Sports , а також концепт-кар FT-86 G Sports. Він мав панелі з вуглецевого волокна G Sports, вентильований капот , заднє антикрило, 19-дюймові (48 см) колеса, спортивні сидіння Recaro та внутрішній каркас безпеки.  До двигуна D-4S також додали турбокомпресор. 
У 2011 році Toyota і Subaru представили п’ять концептуальних автомобілів, які вже готові до виробництва, щоб продемонструвати свій прогрес у цьому проекті. Перший, відомий як FT-86 II Concept , був представлений на Женевському автосалоні в березні 2011 року. ED 2 удосконалив дизайн початкового FT-86, розробивши нові передню та задню панелі та дещо збільшивши розміри автомобіля.  На тому ж шоу Subaru представила прозорий силует автомобіля з новим оппозитним двигуном D-4S і продемонструвала «Архітектуру спортивного автомобіля Boxer». 

У квітні 2011 року на Нью-йоркському міжнародному автосалоні Scion послідував за концептом FR-S Sports Coupé, розробленим спільно з тюнером Five Axis.  Ще один напівпрозорий концепт Subaru, відомий як BRZ Prologue , був показаний на Франкфуртському автосалоні у вересні  , а в листопаді на автосалоні в Лос-Анджелесі був показаний BRZ Concept STi , перший повний макет. версії Subaru 86 за допомогою Subaru Tecnica International (STI). 

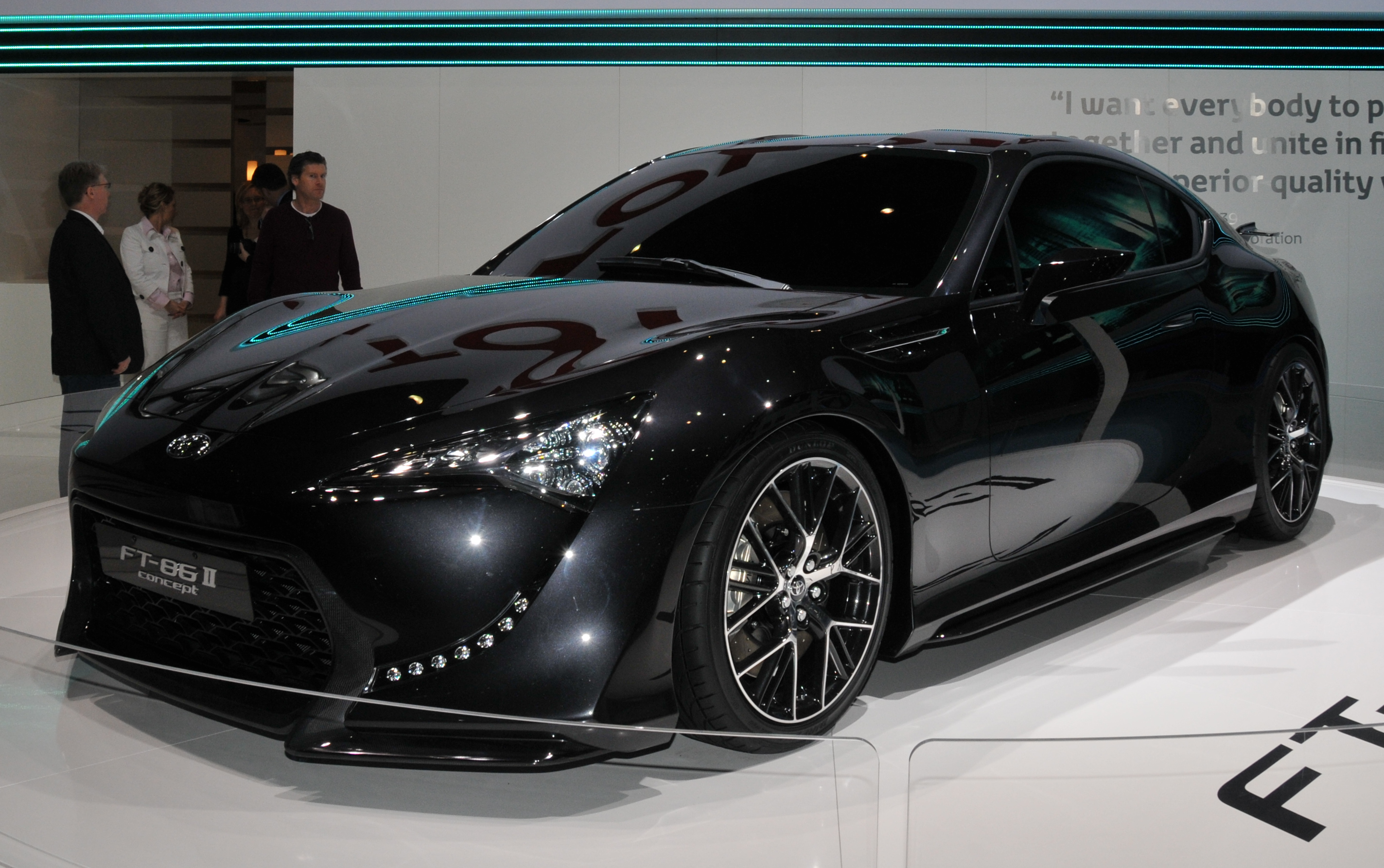
Toyota FT-86 II (2011)
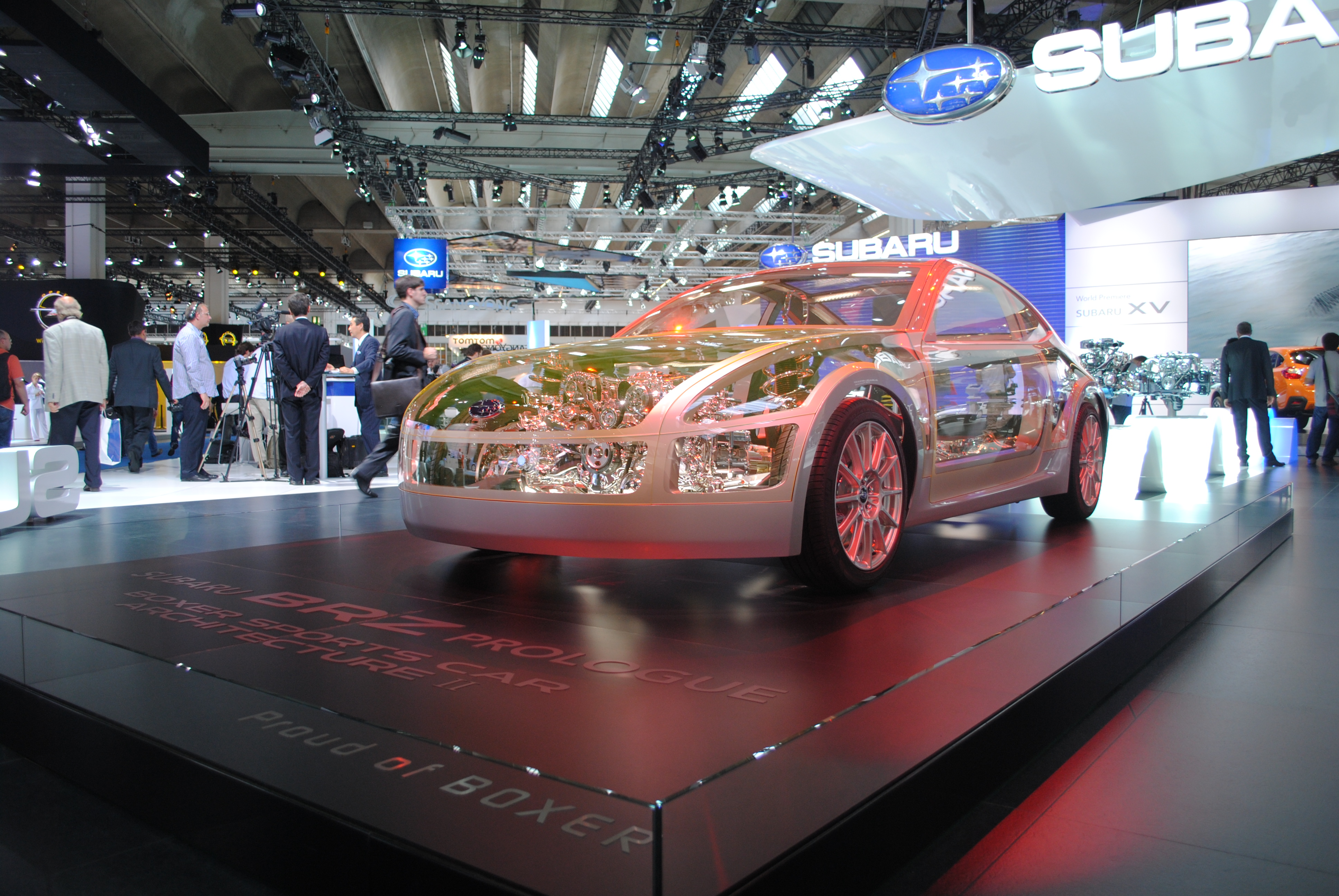
Subaru BRZ Prologue (2011)
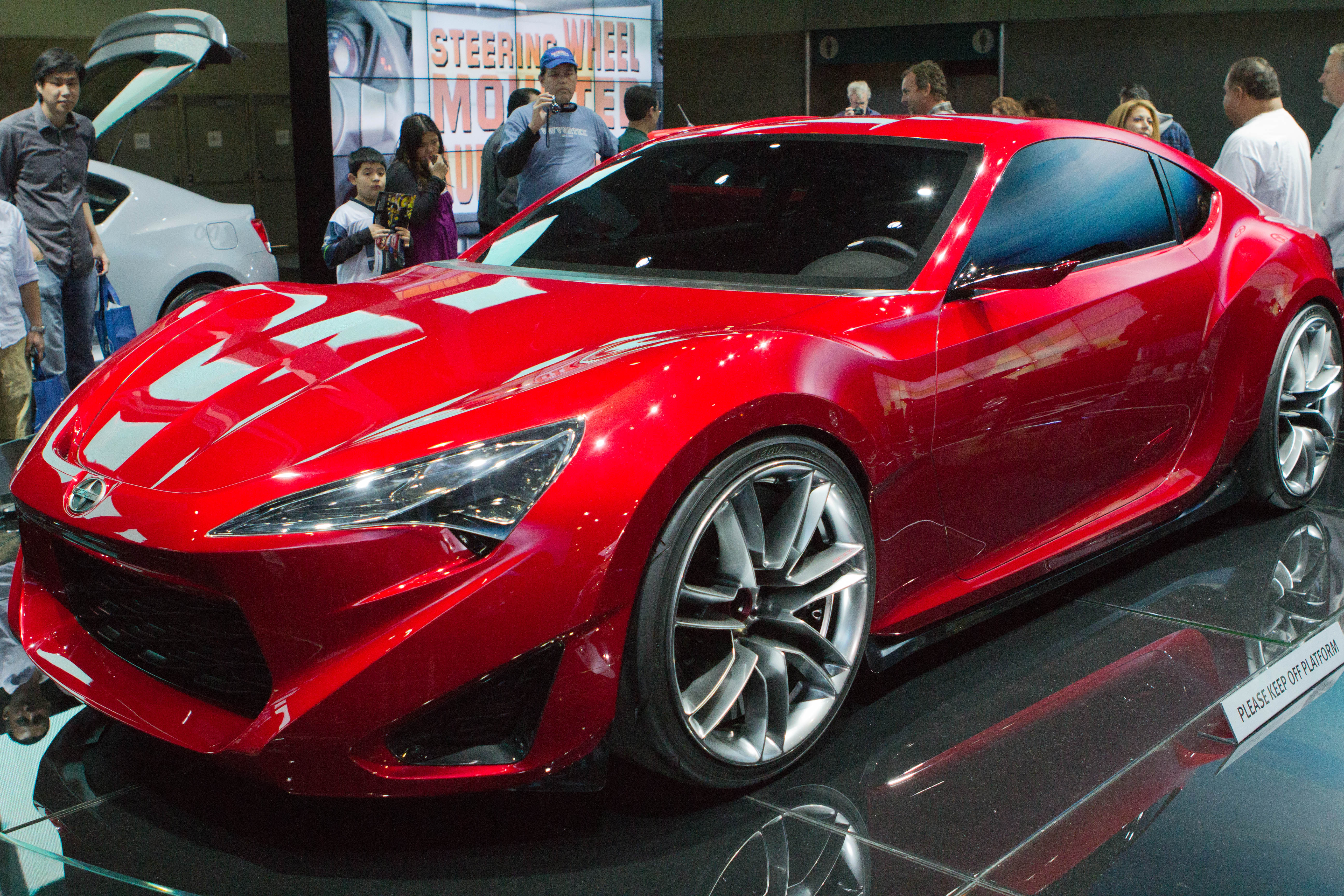
Scion FR-S Sports Coupé (2011)
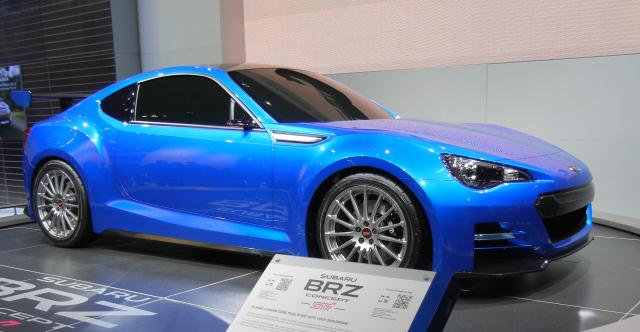
Subaru BRZ Concept STi (2011)

## Перше покоління (2012-2021)

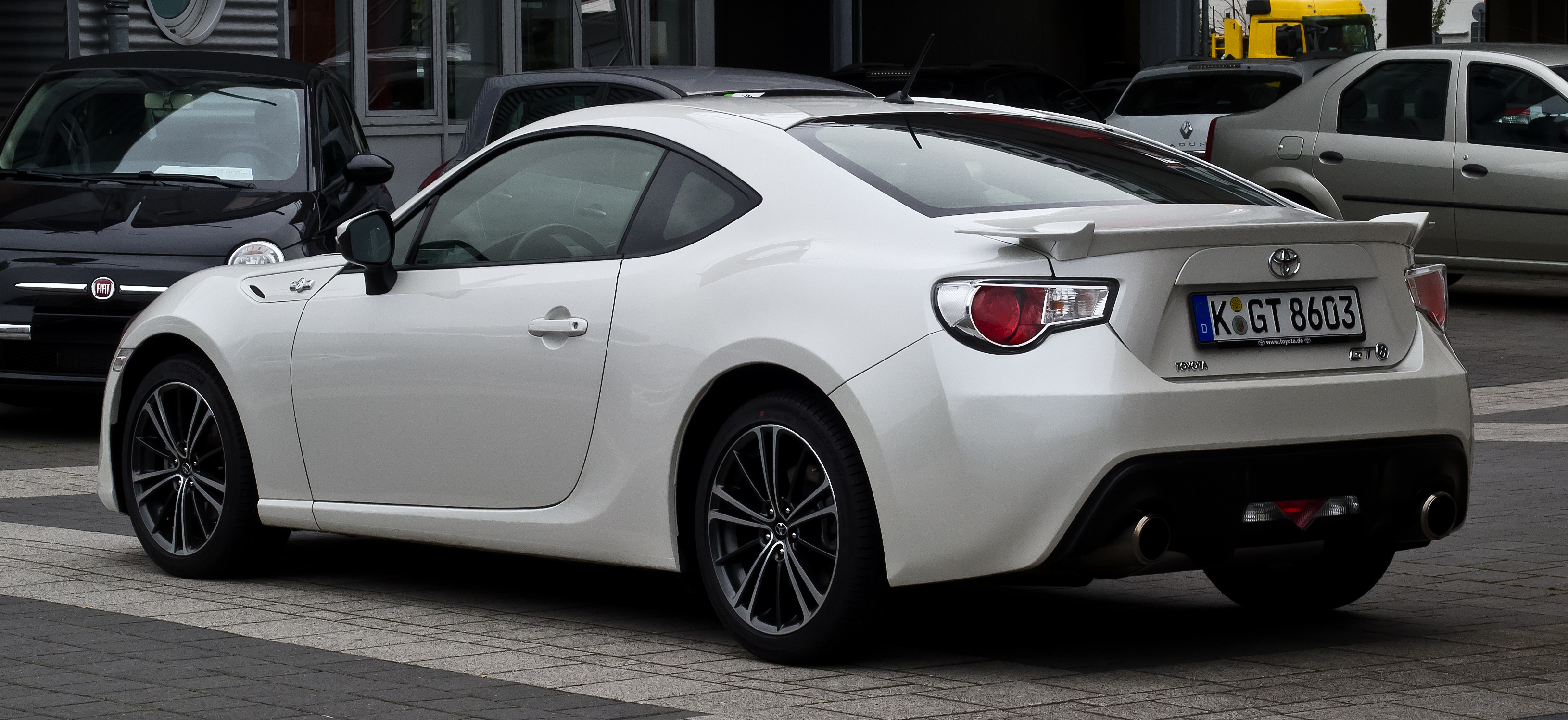
Toyota GT86

### Історія створення

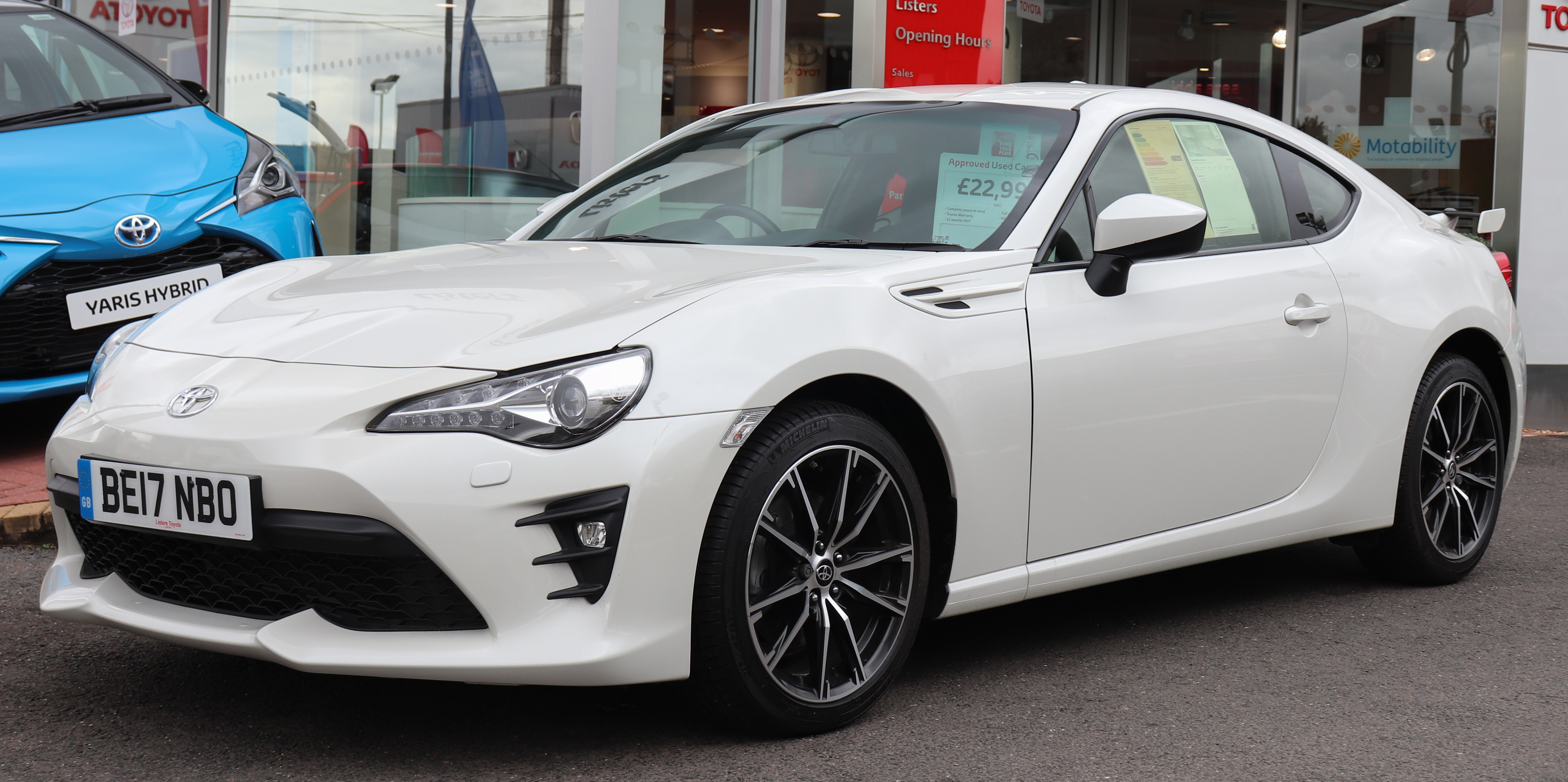
Toyota GT86 (з 2017)

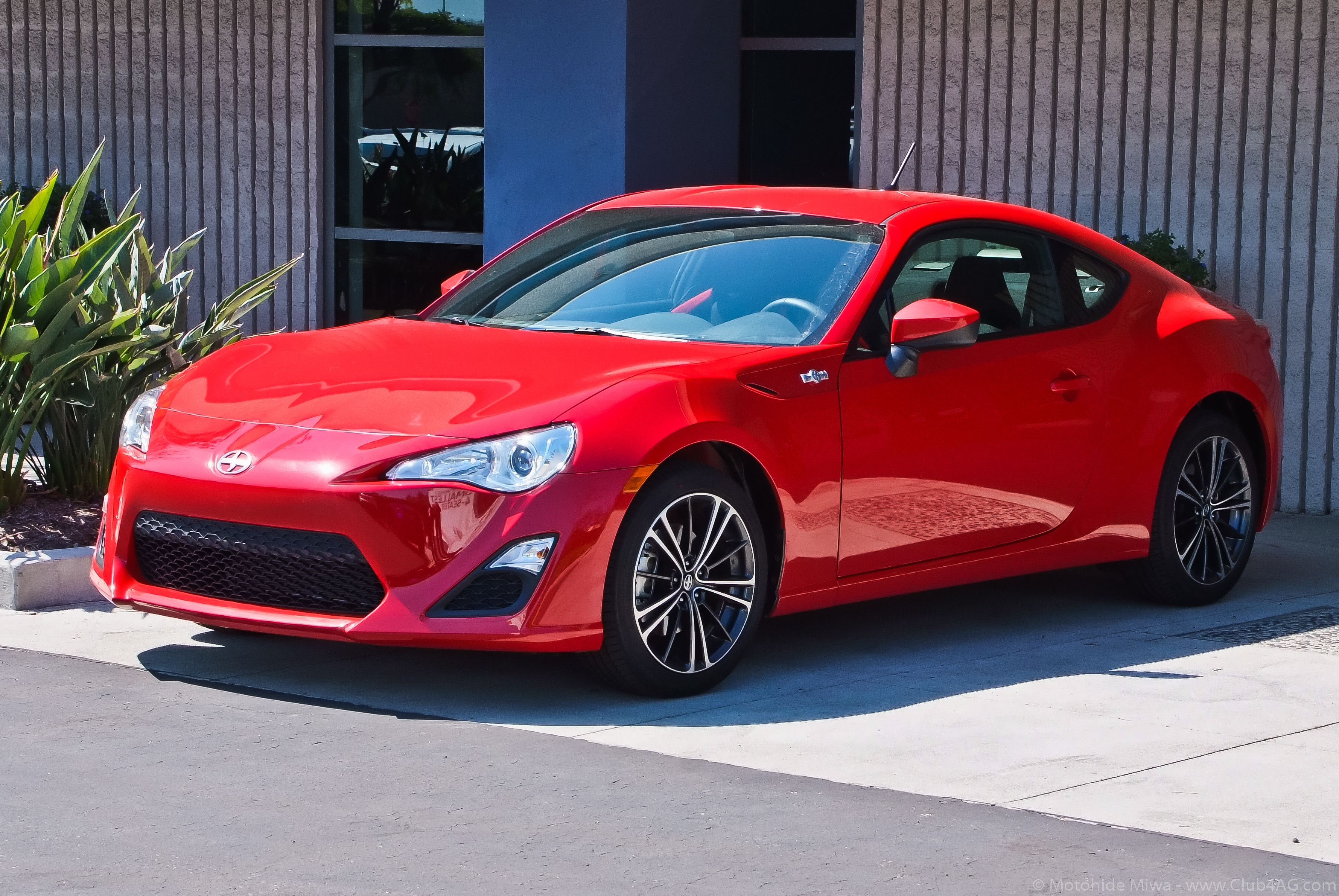
Scion FR-S

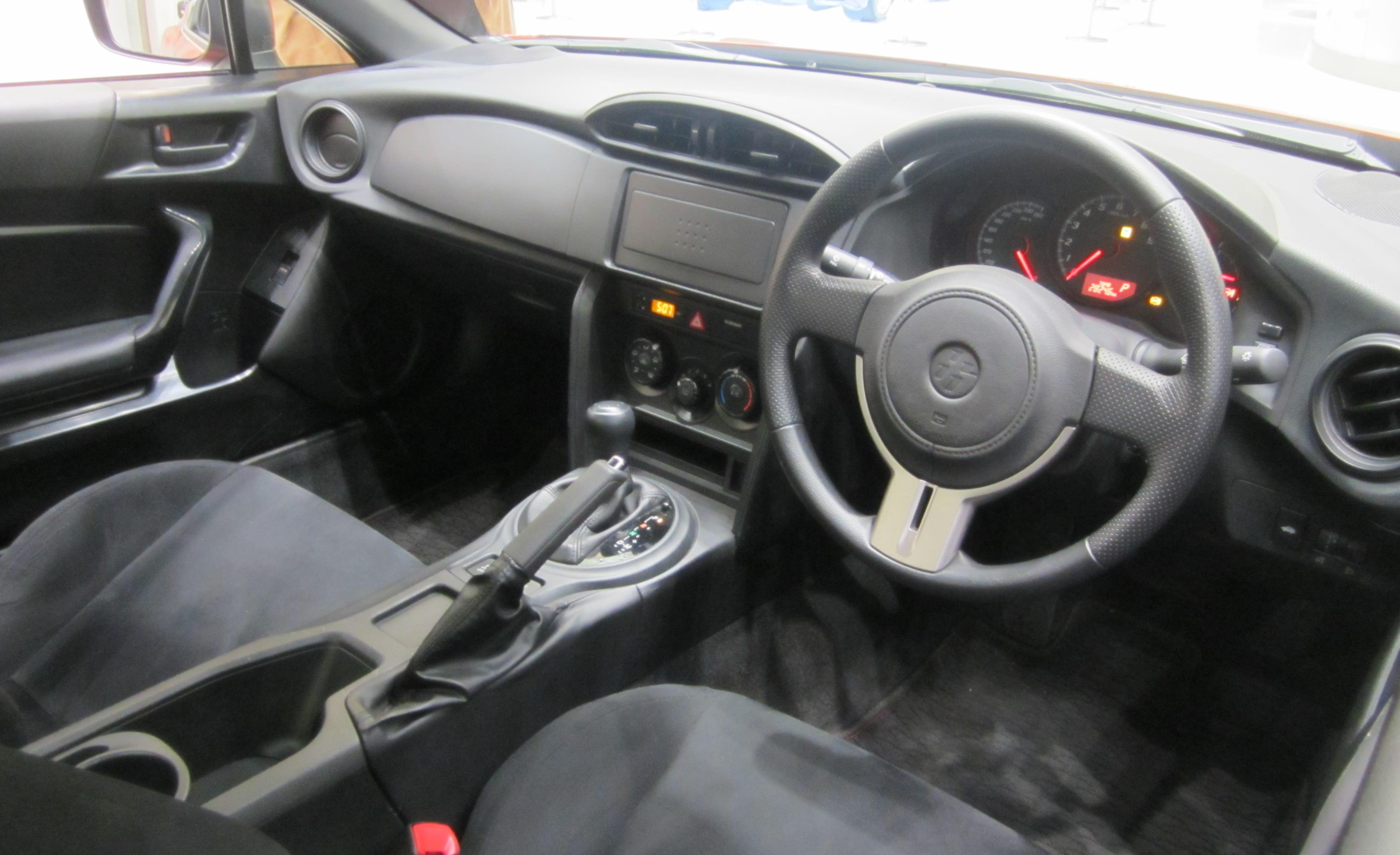

Модель продається під трьома різними брендами: Toyota (Toyota 86 в Японії та Австралії і Toyota GT-86 в Європі), Subaru (Subaru BRZ) і Scion (Scion FR-S). Scion має мало відмінних елементів і передбачає комплектації, щоб зменшити базову ціну в Сполучених Штатах. Subaru BRZ відрізняється головним чином в його передній частині, де ґрати радіатора мають шестикутну форму в порівнянні з перевернутою трапецією в Toyota і Scion, а також позиціонування BRZ як найрозкішніший варіант платформи, з більш стандартними характеристиками і більш високою ціну.
Вперше вона була представлена як концепт-кар у жовтні 2009 року на Tokyo Motor Show під назвою Toyota FT-86, FT це скорочення для «Майбутнє Toyota». Пізніше, високопродуктивна версія була запущена в січні 2010 року на Tokyo Auto Salon, як Toyota Toyota FT-86 G Sport. У 2011 році на Женевському автосалоні, був показаний третій концепт-кар, Toyota FT-86 II. BRZ і FR-S також мають свої концепт-кари, Subaru STI BRZ концепт і Scion FR-S концепт. Серійні версії 86, BRZ і FR-S були представлені в 2011 році на Tokyo Motor Show.
Спочатку, 86, BRZ і FR-S будуть представлені з 4-циліндровим атмосферним бензиновим двигуном боксер виробництва Subaru об'ємом 2,0 л (код двигуна Toyota 4U-GSE, код двигуна Subaru FA20), потужністю 200 к.с. (147 кВт) при 7000 об/хв, 205 Нм при 6400–6600 об/хв, який оснащено безпосереднім уприскуванням палива від Toyota. Модель буде пропонуватися з двома шестиступінчастими коробками передач: ручною і автоматичною. Вага 86 від 1180 до 1250 кг в залежності від комплектації та обладнання.
16 березня 2012 року почато виробництво моделей Subaru BRZ і Toyota 86. Протягом першого місяця після 2 лютого 2012 Toyota отримала 7000 попередніх замовлень на модель Toyota 86 у Японії. Перші продажі Toyota 86 заплановані на 6 квітня.

### Опис автомобіля
Автомобіль побудований на задньопривідній платформі з колісною базою в 2570 мм, і є, як стверджує виробник, найкомпактнішим чотиримісним спортивним купе в світі. Кузов у GT 86 і справді компактний: довжина становить 4240 мм, ширина - 1775 мм, а в висоту він сягає 1285 мм. Капот автомобіля має потужні «надбрівні дуги», під якими розташовані вузькі стрілоподібні фари головного світла. Решітка повітрозабірника в центральній секції переднього бампера виконана в стилі «скорпіон». Дві бічні секції поміщають спарені блоки покажчиків поворотів і протитуманних фар. Оригінальної форми передні стійки плавно перетікають в похилий дах, яка динамічно переходить в коротку корму. На багажнику встановлений спортивний спойлер, а задній бампер підкреслюється оригінальної форми дифузором, в який інтегровані ліхтарі заднього ходу і трикутні протитуманні фари. 
У базове оснащення автомобіля входять: 
- фронтальні подушки безпеки;
- бічні подушки безпеки;
- кріплення дитячого крісла Isofix;
- колінна подушка безпеки водія;
- система динамічної стабілізації;
- ABS;
- трекшн-контроль;
- рульовий механізм з підсилювачем;
- біксенонові фари, протитуманні фари;
- датчик світла, бортовий комп'ютер;
- круїз-контроль;
- двозонний клімат-контроль;
- система доступу в салон без ключа;
- мультифункціональне рульове колесо;
- CD-магнітола з підтримкою MP3;
- іммобілайзер;
- легкосплавні колісні диски[1].

### Двигун
- 2.0 л 4U-GSE H4 200–207 к.с.

## Друге покоління (з 2021)

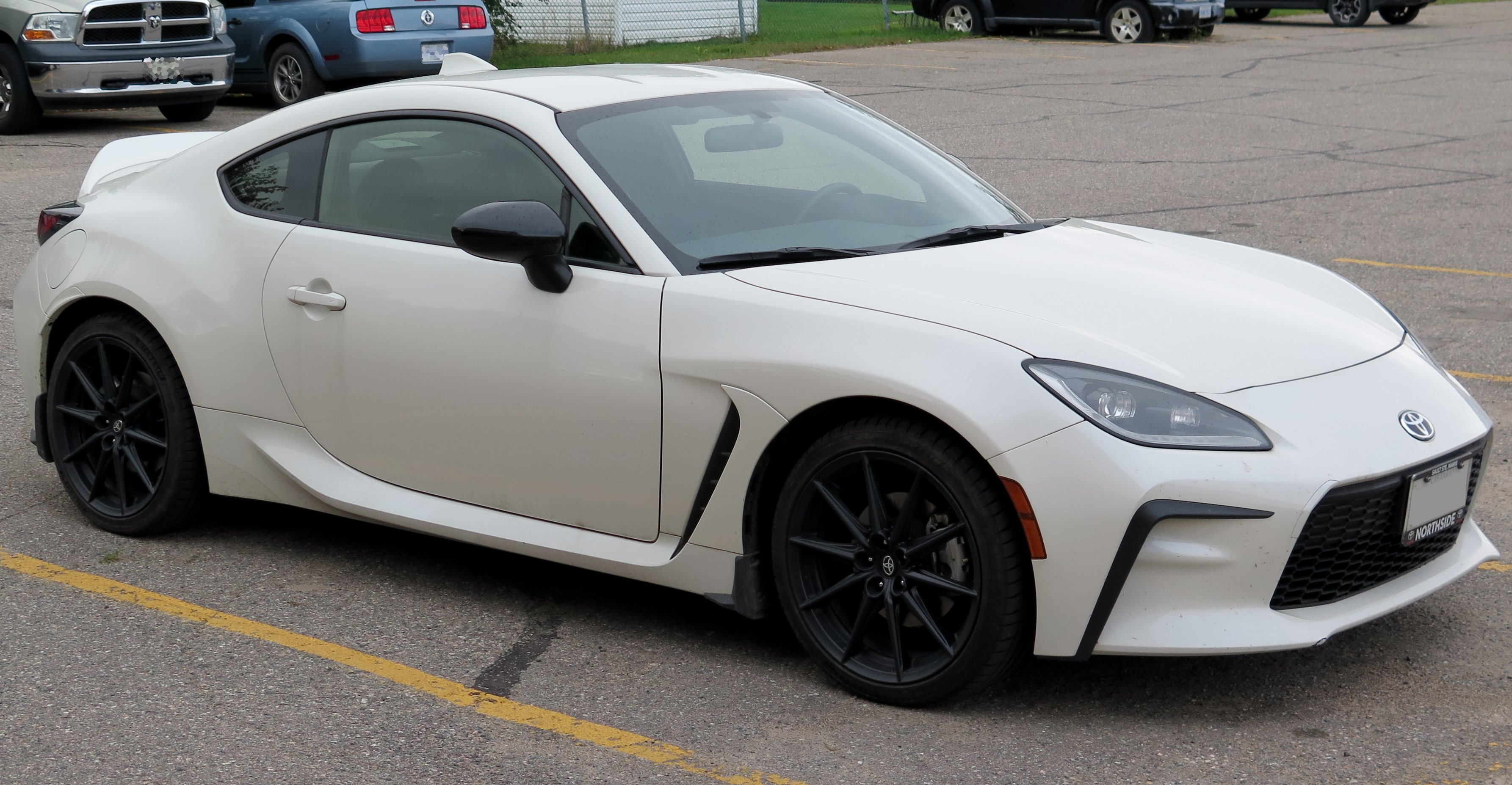
Toyota GR86

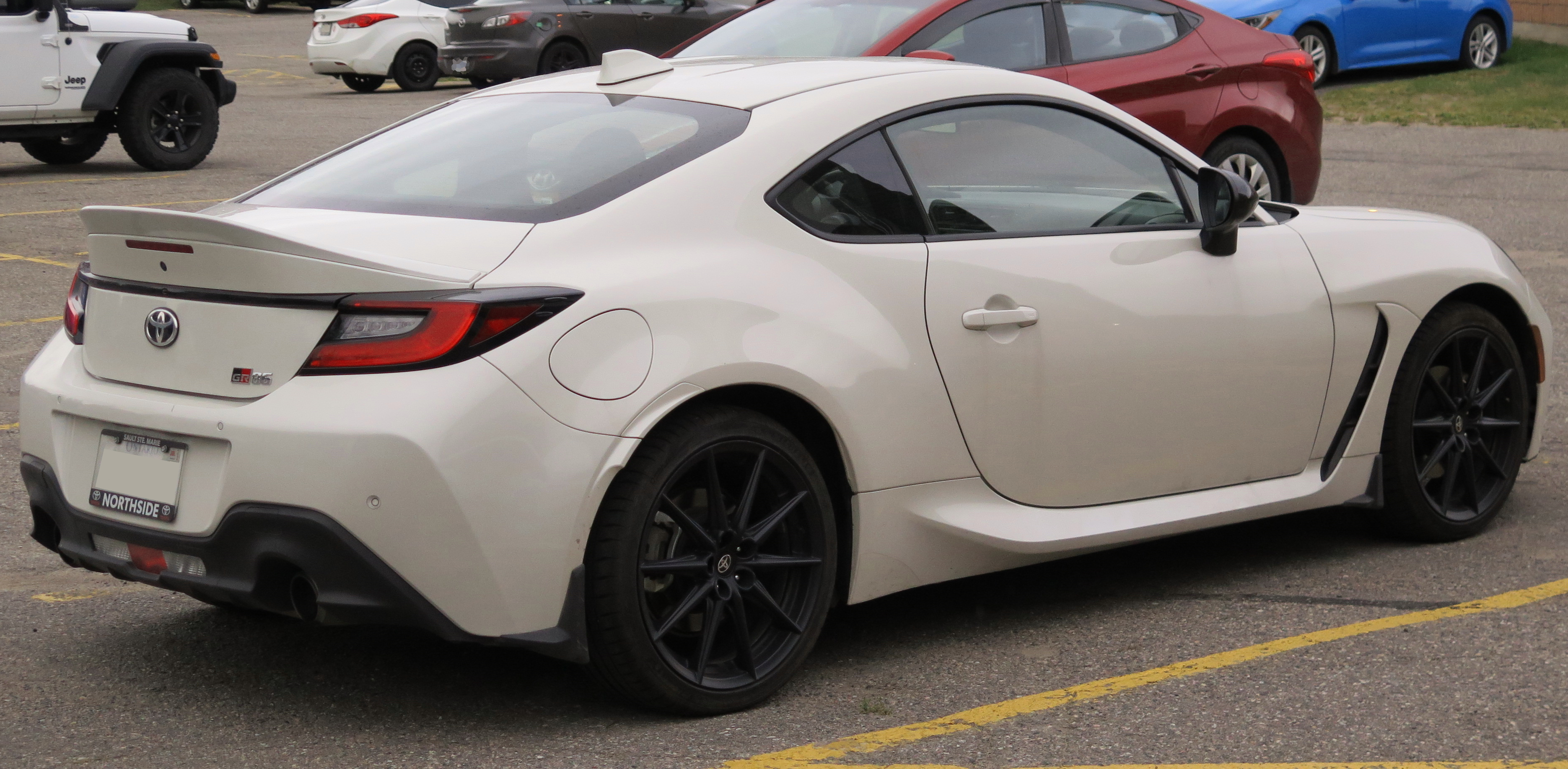

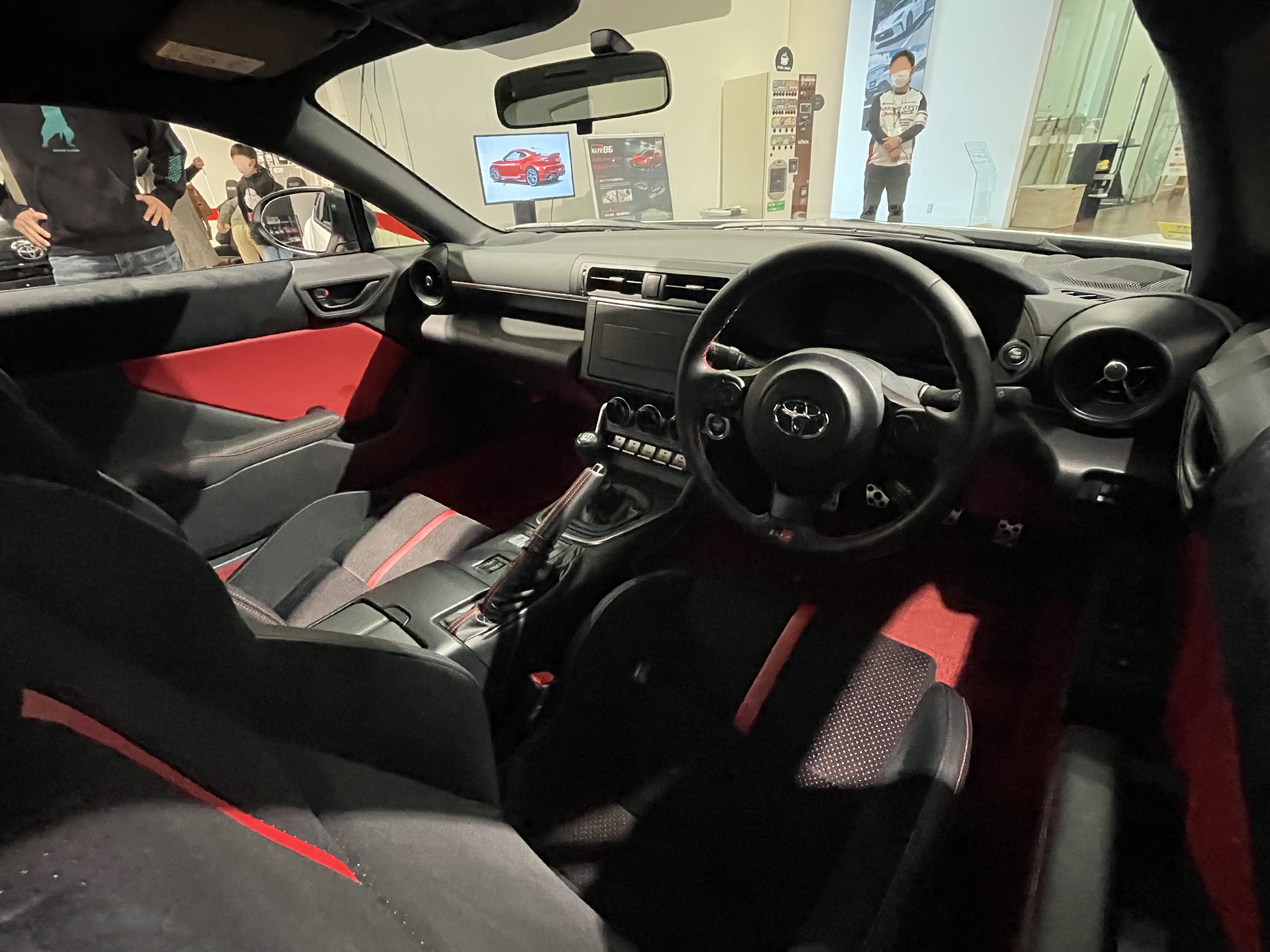

Друге покоління Subaru BRZ дебютувало 18 листопада 2020 року та надійшло в продаж у США наприкінці 2021 року. Пізніше, 5 квітня 2021 року, була представлена версія Toyota зі значком, яка отримала коротку назву «GR 86», де GR означає Gazoo Racing. Пізніше його було перейменовано на «GR86» без пробілу з міркувань цифрового маркетингу.
Дах, капот і передні крила виготовлені з алюмінію, щоб знизити центр ваги автомобіля та зменшити збільшення ваги від двигуна та засобів безпеки. Архітектура BRZ і GR86 другого покоління використовує елементи глобальної платформи Subaru (SGP), що забезпечує на 50 відсотків більшу жорсткість на кручення, ніж її попередник.

### Двигун
- 2.4 л FA24D H4 231–235 к.с.

## Продажі
| рік  | Toyota/Scion | Toyota/Scion | Toyota/Scion | Subaru | Subaru |
| рік  | США          | Канада       | Австралія    | США    | Канада |
| ---- | ------------ | ------------ | ------------ | ------ | ------ |
| 2012 | 11,417       | 1,470        | 2,047        | 4,144  | 504    |
| 2013 | 18,327       | 1,825        | 6,706        | 8,587  | 1,119  |
| 2014 | 14,062       | 1,559        | 4,257        | 7,504  | 922    |
| 2015 | 10,507       | 1,329        | 3,006        | 5,296  | 800    |
| 2016 | 7,457        | 988          | 2,068        | 4,141  | 740    |
| 2017 | 6,846        | 919          | 1,619        | 4,146  | 787    |
| 2018 | 4,146        | 550          |              | 3,834  | 604    |
| 2019 | 3,398        | 262          |              | 2,334  | 647    |
| 2020 | 2,476        | 234          |              | 2,267  | 692    |
| 2021 |              |              |              | 2,320  |        |
| 2022 |              |              |              | 3,345  |        |

Примітки
1. ↑  Включно FR-S